# セリクプ語
セリクプ語（セリクプご、英: Selkup language）は、サモエード諸語に属する言語である。話者はロシア連邦ヤマロ・ネネツ自治管区に居住するセリクプ人の人々である。

## 言語名別称
- オスチャーク・サモエード語
- オスチャーク・サモイェード語
- オスチャク・サモエード語
- オスチャク・サモイェード語
- セリクープ語
- セルクプ語
- Central Selkups
- Chumyl’ Khumyt
- Northern Selkups
- Ostyak Samoyed
- Shöl Khumyt
- Shösh Gulla
- Syusugulla

## 方言
- Narym (sel-nar)
- Srednyaya Ob-Ket (1or)
- Taz (1oo)
- Tym (1op)